# Lista de presidentes da Bulgária
Esta é uma lista de presidentes da Bulgária. Ele também lista os secretários gerais do Partido Comunista da Bulgária em 1946–1990. A partir de 1946, o Secretário Geral foi o principal executivo de fato do país.

## Chefes de Estado

### República Popular da Bulgária(1946-1990)
| Nome                                 | Nome                                 | Período                              | Período                              | Partido                              |
| Presidente da Presidência Provisória | Presidente da Presidência Provisória | Presidente da Presidência Provisória | Presidente da Presidência Provisória | Presidente da Presidência Provisória |
| ------------------------------------ | ------------------------------------ | ------------------------------------ | ------------------------------------ | ------------------------------------ |
|                                      | Vasil Kolarov                        | 15 de setembro de 1946               | 9 de dezembro de 1947                | Partido Comunista Búlgaro            |
| Presidente da Assembleia Nacional    |                                      |                                      |                                      |                                      |
|                                      | Mincho Neychev                       | 9 de dezembro de 1947                | 27 de maio de 1950                   | Partido Comunista Búlgaro            |
|                                      | Georgi Damyanov                      | 27 de maio de 1950                   | 27 de novembro de 1958               | Partido Comunista Búlgaro            |
|                                      | Georgi Kulishev                      | 27 de novembro de 1958               | 30 de novembro de 1958               | Partido Comunista Búlgaro            |
|                                      | Nikolay Georgiev                     | 27 de novembro de 1958               | 30 de novembro de 1958               | Partido Comunista Búlgaro            |
|                                      | Dimitar Ganev                        | 30 de novembro de 1958               | 20 de abril de 1964                  | Partido Comunista Búlgaro            |
|                                      | Georgi Kulishev                      | 20 de abril de 1964                  | 23 de abril de 1964                  | Partido Comunista Búlgaro            |
|                                      | Nikolay Georgiev                     | 20 de abril de 1964                  | 23 de abril de 1964                  | Partido Comunista Búlgaro            |
|                                      | Georgi Traykov                       | 23 de abril de 1964                  | 7 de julho de 1971                   | União Nacional Agraria Búlgara       |
| Presidente do Conselho de Estado     |                                      |                                      |                                      |                                      |
|                                      | Todor Zhivkov                        | 7 de julho de 1971                   | 17 de novembro de 1989               | Partido Comunista Búlgaro            |
|                                      | Petar Mladenov                       | 17 de novembro de 1989               | 3 de abril de 1990                   | Partido Comunista Búlgaro            |
| Presidente da República              |                                      |                                      |                                      |                                      |
|                                      | Petar Mladenov                       | 3 de abril de 1990                   | 6 de julho de 1990                   | Partido Socialista Búlgaro           |
|                                      | Stanko Todorov                       | 6 de julho de 1990                   | 17 de julho de 1990                  | Partido Socialista Búlgaro           |
|                                      | Nikolai Todorov                      | 17 de julho de 1990                  | 1 de agosto de 1990                  | Independente                         |
|                                      | Zhelyu Zhelev                        | 1 de agosto de 1990                  | 22 de janeiro de 1997                | União das Forças Democráticas        |

#### Secretários Gerais do Partido Comunista da Bulgária (1946-1990)
| Nome | Nome             | Período                | Período                | Notas                                                                               |
| ---- | ---------------- | ---------------------- | ---------------------- | ----------------------------------------------------------------------------------- |
|      | Georgi Dimitrov  | dezembro de 1946       | 2 de julho de 1949     | Também primeiro-ministro (1946-1949)                                                |
|      | Valko Chervenkov | 2 de julho de 1949     | 4 de marzo de 1954     | Também primeiro-ministro (1950-1956)                                                |
|      | Todor Zhivkov    | 4 de março de 1954     | 10 de novembro de 1989 | Também primeiro-ministro (1962-1971) e presidente do Conselho de Estado (1971-1989) |
|      | Petar Mladenov   | 10 de novembro de 1989 | 2 de fevereiro de 1990 | Também presidente do Conselho de Estado (1989-1990)                                 |

### República da Bulgária(1990-presente)
| Nome                    | Nome                    | Nome                    | Período                 | Período                 | Partido                       |
| Presidente da República | Presidente da República | Presidente da República | Presidente da República | Presidente da República | Presidente da República       |
| ----------------------- | ----------------------- | ----------------------- | ----------------------- | ----------------------- | ----------------------------- |
| —                       |                         | Zhelyu Zhelev           | 1 de agosto de 1990     | 22 de janeiro de 1992   | União das Forças Democráticas |
| Presidente da República |                         |                         |                         |                         |                               |
| 1                       |                         | Zhelyu Zhelev           | 22 de janeiro de 1992   | 22 de janeiro de 1997   | União das Forças Democráticas |
| 2                       |                         | Petar Stoyanov          | 22 de janeiro de 1997   | 22 de janeiro de 2002   | União das Forças Democráticas |
| 3                       |                         | Georgi Parvanov         | 22 de janeiro de 2002   | 22 de janeiro de 2012   | Partido Socialista Búlgaro    |
| 4                       |                         | Rosen Plevneliev        | 22 de janeiro de 2012   | 22 de janeiro de 2017   | GERB                          |
| 5                       |                         | Rumen Radev             | 22 de janeiro de 2017   | Presente                | Independente                  |